# Kozmologija
Kozmologíja (starogrško starogrško κοσμολογία: kosmología < starogrško κοσμος: kósmos - red, razpored; red v Vesolju; svet + starogrško λογος: logos  - beseda, govor) je kot znanstvena veda del fizike in proučuje zgradbo in razvoj Vesolja kot celote. Še posebej pa raziskuje njegov nastanek. Kozmologijo upoštevajo astronomija, filozofija in v laičnem smislu religije ter ljudska izročila. V veliki meri je kozmologija teoretična znanost, z eksperimentalnimi podatki pa jo zalagata astronomija in astrofizika.

## Delitev kozmologije
Kozmologijo lahko delimo na:

### Fizikalna kozmologija
- prapok ali veliki pok
- teorija mirujočega stanja Vesolja
- kozmično mikrovalovno prasevanje ozadja
- inflacija Vesolja
- zgradba Vesolja kot celota
- nastanek in razvoj galaksij
- temna snov
- topološki pojavi

Glej tudi: Ned Wright: Učbenik kozmologije in pogosta vprašanja (Cosmology tutorial and FAQ), (v angleščini): http://www.astro.ucla.edu/~wright/cosmolog.htm
Zaradi skrajnih pogojev v zgodnjem Vesolju kozmologi velikokrat sodelujejo s fiziki, ki raziskujejo fiziko osnovnih delcev.

### Filozofska kozmologija
- predsokratiki

### Laična kozmologija
- miti o stvarjenju
- kreacionizem